# 明石港
明石港（あかしこう）は、兵庫県明石市にある港湾。管理者は兵庫県。地方港湾
  。
明石海峡大橋架橋以前は、岩屋港（播淡聯絡汽船・淡路連絡汽船・明石淡路フェリー）、富島港（西淡路ライン）など淡路島へ旅客船が頻発していた。架橋にともない航路・事業者が再編されたものの、旅客減により航路廃止が相次ぎ、富島航路が休止となった2008年5月19日以降は、淡路ジェノバラインによる岩屋航路のみが発着している。

## 航路
- 淡路ジェノバライン（旅客船）
  - 明石港 - 岩屋港

## ギャラリー

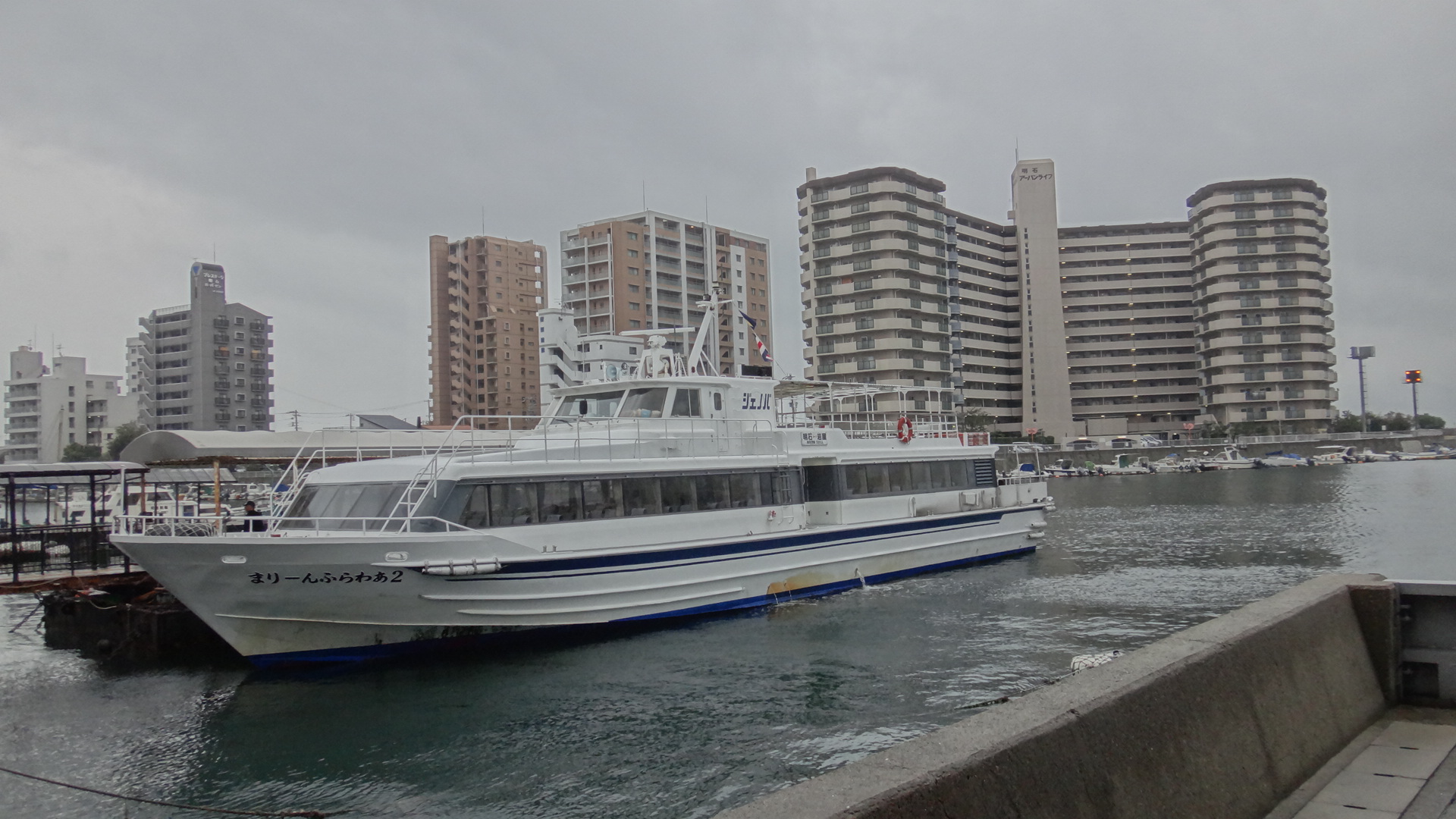
明石港を発着する淡路島・岩屋港行き高速船
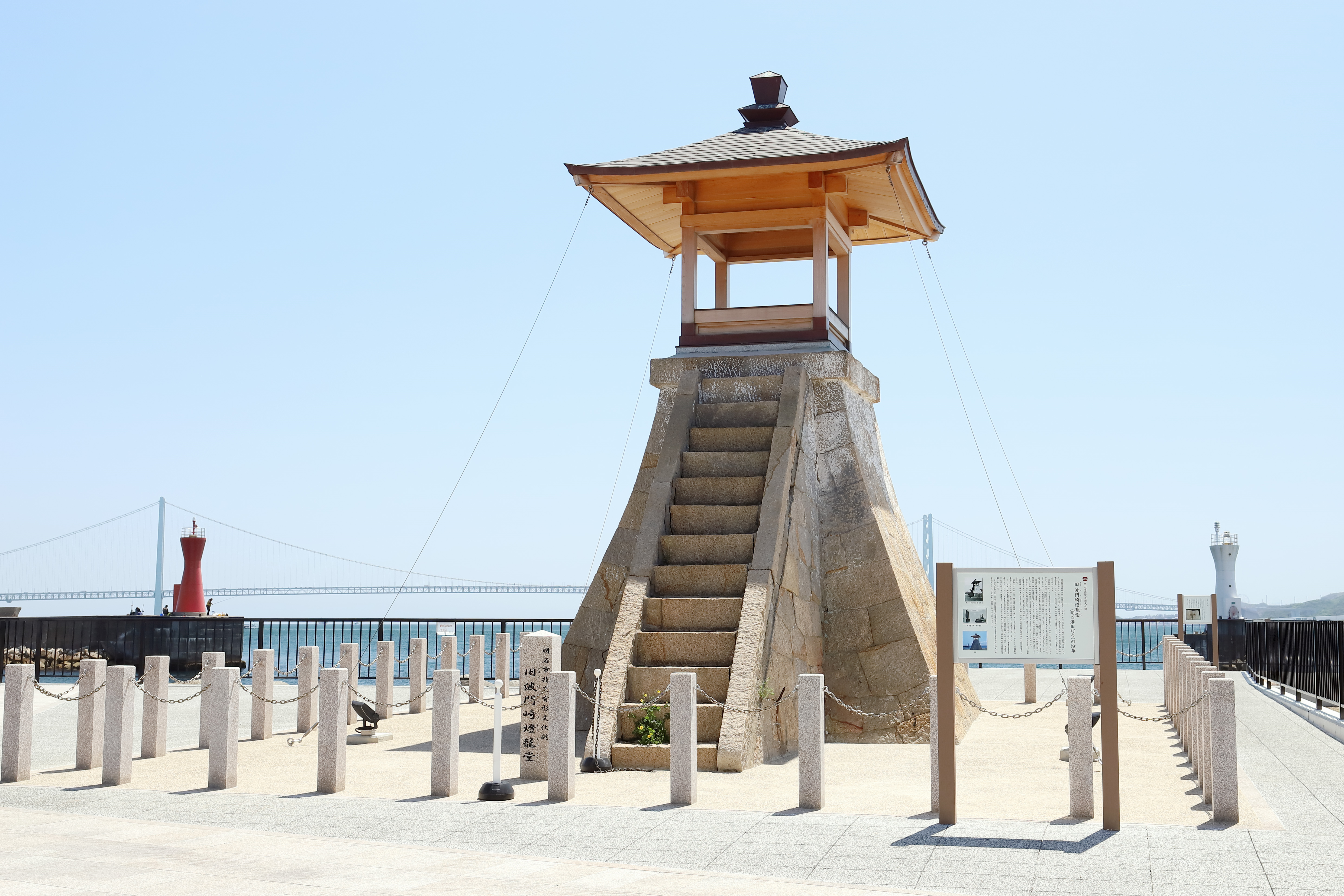
明石港旧灯台と現灯台
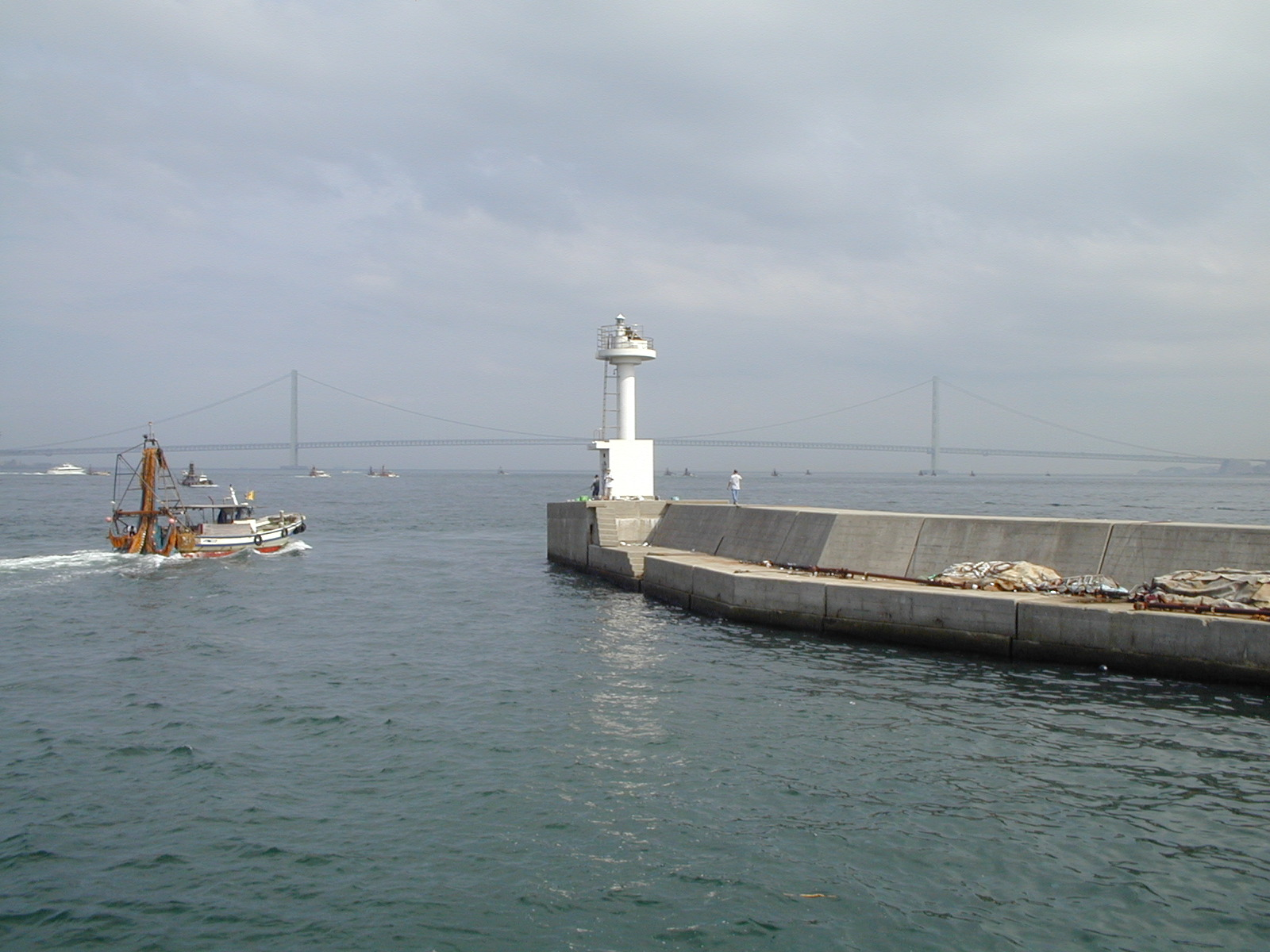
明石港西外港沖防波堤東灯台